# Nomura Shūsuke
Shūsuke Nomura (野村 秋介, 14 tháng 02 năm 1935 – 20 tháng 10 năm 1993) là một nhà hoạt động chủ nghĩa dân tộc  (ethnic nationalism) người Nhật Bản. Người ta nhớ đến ông nhiều nhất qua vụ tự sát tại văn phòng tờ báo Asahi Shimbun.